# Bitwa pod Szaciłkami

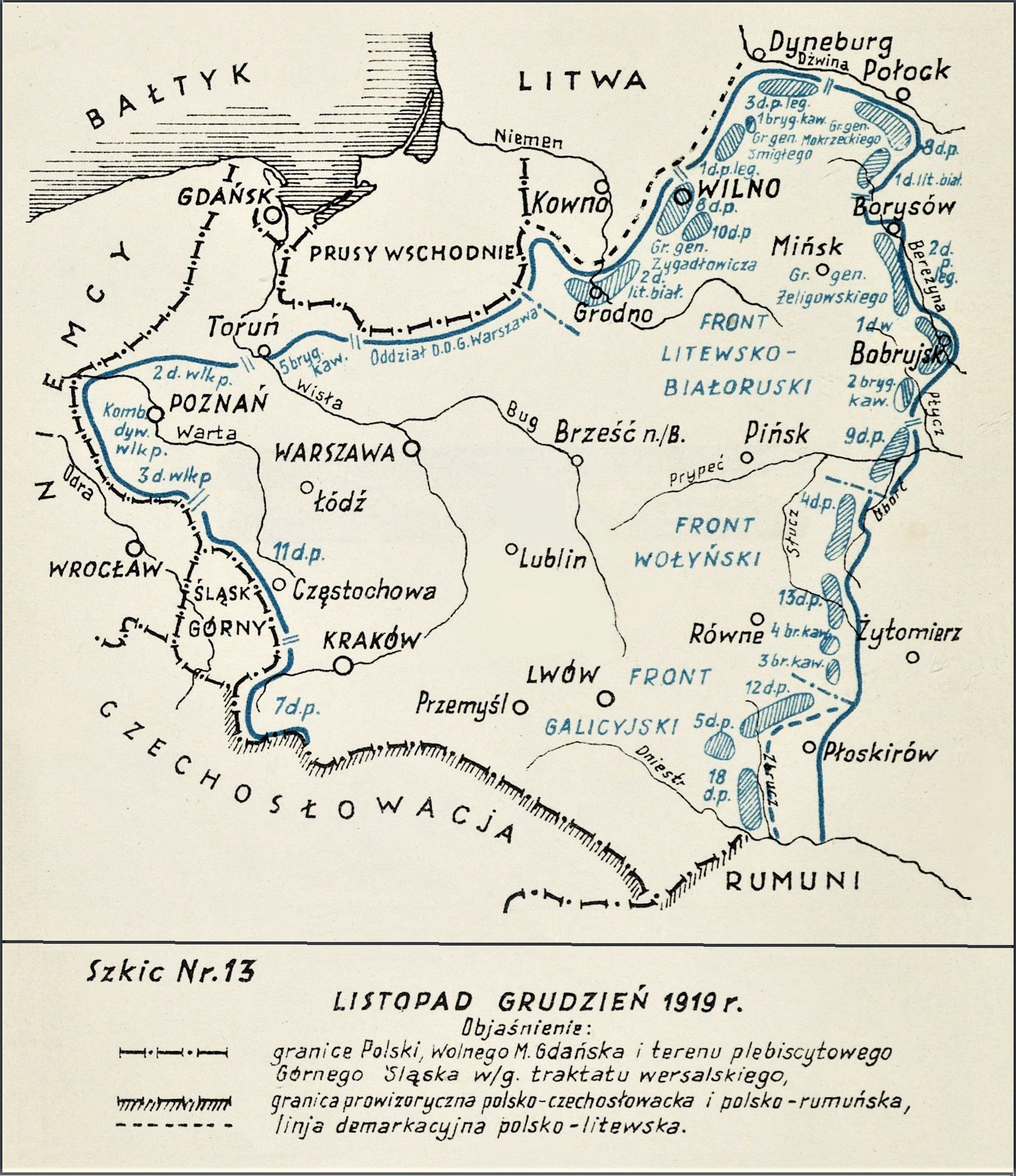
Adam Przybylski,
Wojna Polska 1918–1921

Bitwa pod Szaciłkami – walki oddziałów polskiej 14 Wielkopolskiej Dywizji Piechoty gen. Daniela Konarzewskiego z sowiecką 17 Dywizji Strzelców toczone w okresie wojny polsko-bolszewickiej.

## Geneza
Latem 1919 Wojsko Polskie realizowało szeroko zakrojoną operację zaczepną, której celem było opanowanie Mińska, Borysowa, Bobrujska i oparcie frontu o linię rzek Dźwiny i Berezyny.
Po zajęciu Mińska zaistniała możliwość kontynuowania przez wojska Frontu Litewsko-Białoruskiego gen. Stanisława Szeptyckiego działań zaczepnych aż do linii rzeki Berezyny. W czasie walk o Bobrujsk kombinowana Grupa Wielkopolska wyparła z miasta oddziały 8 Dywizji Strzelców i opanowała przyczółek na wschodnim brzegu Berezyny.
Front w tym obszarze ustabilizował się na okres ponad dziewięciu miesięcy, a przyczółek stał się doskonałą bazą dla wypadów organizowanych na tyły wojsk sowieckich. Wypady na pozycje polskie organizowali też Sowieci.

## Walczące wojska
| Jednostka                   | Dowódca                     | Podporządkowanie     |
| Wojsko Polskie              |                             |                      |
| 14 Dywizja Piechoty         | gen. Daniel Konarzewski     |                      |
| ⇒ 55 pułk piechoty          | ppłk Gustaw Paszkiewicz     | 14 Dywizja Piechoty  |
| → III/55 pułku piechoty     |                             | grupa południowa     |
| – 10 kompania               | ppor. Franciszek Pawela     | grupa południowa     |
| – 11 kompania               | ppor. Kazimierz Śniatała    | grupa południowa     |
| – 12 kompania               | ppor. Władysław Moszczyński | grupa południowa     |
| – 3 kompania km             | ppor. Józef Kosicki         | grupa południowa     |
| ⇒ 56 pułk piechoty          |                             |                      |
| → I/56 pułku piechoty       |                             | grupa kontratakująca |
| → II/56 pułku piechoty      |                             | grupa północna       |
| → III/56 pułku piechoty     | kpt. Stanisław Siuda        | grupa północna       |
| ⇒ III/12 pułku piechoty     | kpt. Franciszek Alter       | grupa północna       |
| ⇒ 58 pułk piechoty          |                             |                      |
| → III/58 pułku piechoty     | por. Maksymilian Bartsch    | grupa południowa     |
| ⇒ 15 pułk ułanów            | ppłk Władysław Anders       | grupa obejścia       |
| ⇒ 14 pułk artylerii polowej |                             | grupa wsparcia       |
| → 7 bateria                 |                             | grupa wsparcia       |
| Armia Czerwona              |                             |                      |
| ⇒ 17 Dywizja Strzelców      |                             | 15 Armia             |

## Walki pod Szaciłkami

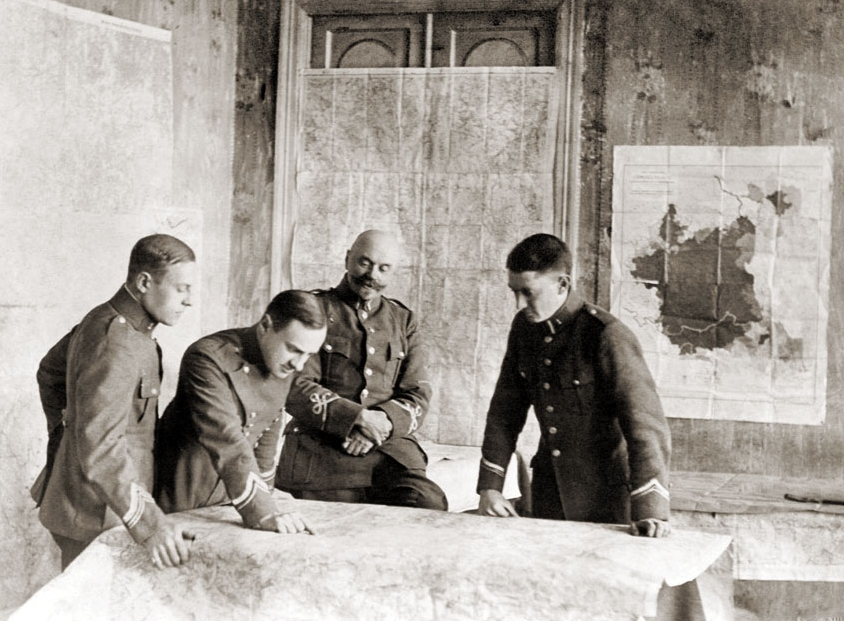
Gen. dyw. Daniel Konarzewski i sztab operacyjny 1 dyw. strz. Wlkp. na froncie litewsko-białoruskim w 1920 r.

Szaciłki były jednym z ważniejszych punktów obronnych polskiego przedmościa na wschodnim brzegu Berezyny pod Bobrujskiem. Wiosną 1920 pozycje pod Szaciłkami zajmował 55 Poznański pułk piechoty, wspierany przez 7 i 8? baterię 14 pułku artylerii polowej. W pierwszej połowie kwietnia 1920 pozycje pułku kilkakrotnie bezskutecznie atakowały oddziały sowieckiej 17 Dywizji Strzelców. Pragnąc sparaliżować przygotowania nieprzyjaciela do kolejnych działań, dowództwo 14 Wielkopolskiej Dywizji Piechoty gen. Daniela Konarzewskiego zarządziło przeprowadzenie wypadu na Jełań i Sieliszcze.
Grupę uderzeniową zorganizowano na bazie 55 pułku piechoty płk. Gustawa Paszkiewicza. Jemu też powierzono dowództwo. Na okres akcji pułk został wzmocniony III batalionem 58 pułku piechoty, II i III batalionem 56 pp, batalionem 12 pułku piechoty, 15 pułkiem ułanów i 7 baterią 14 pułku artylerii polowej. Tak zorganizowana grupa otrzymała rozkaz rozbicia oddziałów sowieckich koncentrujących się w rejonie Szaciłek. Dowódca grupy płk Paszkiewicz ugrupował oddział w dwie kolumny. Kolumna północna miała uderzyć z Szaciłek na Sieliszcze i odrzucić na Jełań stojące tutaj oddziały 17 Dywizji Strzelców. Zadaniem kolumny południowej było opanowanie Jełania i tym samym odcięcie drogi odwrotu cofającemu się spod Szaciłek przeciwnikowi.
17 kwietnia, po wcześniejszym przygotowaniu artyleryjskim wykonanym przez dwa dywizjony 14 pułku artylerii polowej oraz dywizjon 14 pułku artylerii ciężkiej, wojska wielkopolskie ruszyły do natarcia. Kolumna południowa w składzie 55 pułku piechoty, I batalionu 56 pp i III/58 pp wyruszyła ze Starkowicz. Na czele maszerował III/55 pułku piechoty, ubezpieczając się 10 kompanią ppor. Franciszka Paweli. Po zniesieniu sowieckiej placówki na czoło wyszła 11 kompania. Ciemna noc oraz teren bagnisty nie pozwoliły na swobodne rozwinięcie ugrupowania bojowego, zatem tempo natarcia było wolne. Nieprzyjaciel szczególnie mocno bronił Jełania. Tu został ranny dowódca 11 kompanii ppor. Kazimierz Śniatała, a chwilę potem śmiertelnie ranny dowódca 12 kompanii ppor. Władysław Moszczeński. W obie nogi raniony został też dowódca 3 kompanii karabinów maszynowych podporucznik Józef Kosicki. Duże straty poniesione przy przełamywaniu trzech linii obronnych spowodowały, że ppłk Paszkiewicz do pierwszego rzutu wprowadził III batalion 58 pułku piechoty. Znający teren batalion przełamał kolejne linie obrony i zajął Jelań. W toku dalszej akcji zajęto Sieliszcze, gdzie obie kolumny połączyły się.

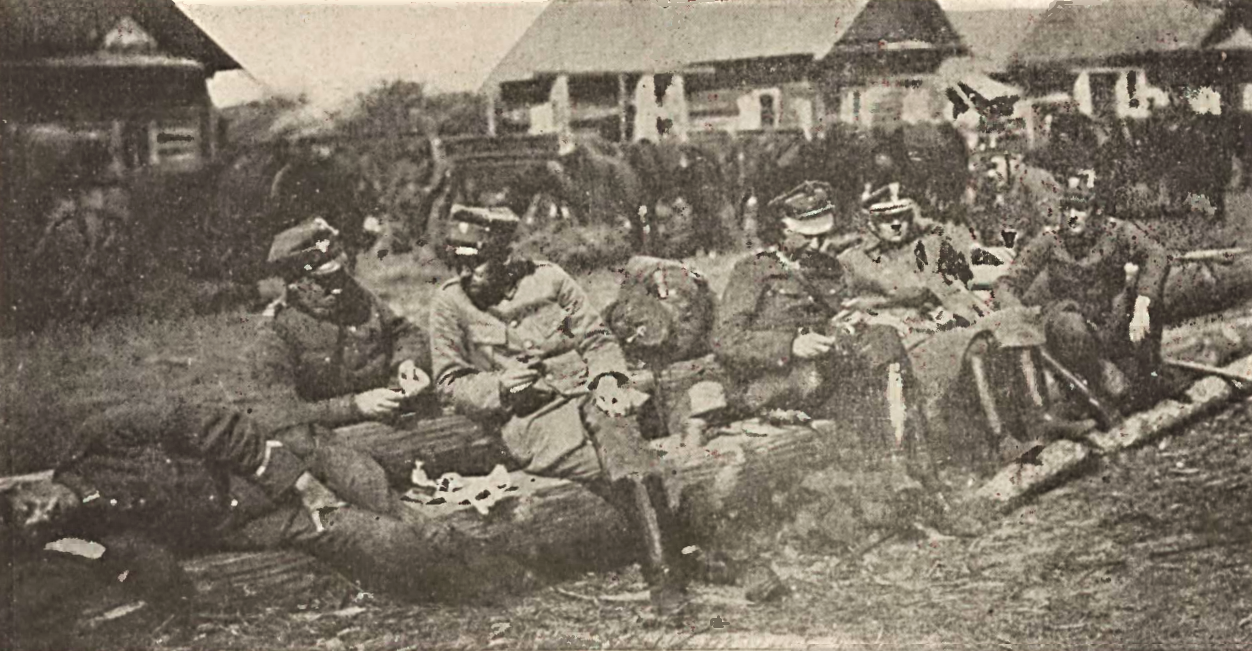
Odpoczynek żołnierzy 55 p. p. Wlkp. po walkach pod Szaciłkami

Grupa północna w składzie II i III batalion 56 pp i III/12 pp uderzyła w kierunku na Sieliszcze. W pierwszym rzucie nacierały kompanie III/ 56 pułku piechoty. Nieprzyjaciel nie wytrzymał uderzenia i wycofał się ze swoich pozycji. Dopiero pod Jakimowską Słobodą stawił większy opór. Spotęgowane polskie natarcie przełamało i tę pozycję, a czerwonoarmiści wycofali się w kierunku na Żatom i Sieliszcze. Zbyt wolne tempo natarcia prawej kolumny spowodowało jednak, że droga odwrotu cofających się oddziałów sowieckich nie została odcięta.
15 pułk ułanów ppłk. Władysława Andersa prowadził samodzielną akcję przez Borowiki do Czerniawki. 16 kwietnia wyruszył z Ewiuszkiewicz do Słowania. O świcie następnego dnia wyprzedził atakujący 22 pułk piechoty i maszerował w kierunku Borowiki – Kokujewicze. Pod Kokujewiczami wszedł do walki idący w szpicy 1 szwadron i spieszonym atakiem zdobył miejscowość, biorąc do niewoli oficerów sztabu 509 pułku strzelców. Po krótkim odpoczynku ułani wielkopolscy wznowili natarcie w kierunku na folwark Zachody. Tym razem w szpicy szedł 3 szwadron, a od Unarza 4 szwadron. Na trakcie Słoboda Jakimowka szwadron wysłał podjazd pod dowództwem ppor. Bilażewskiego w kierunku na Horwal. Podjazd dotarł do Dniepru i stwierdził, że Sowieci wycofali się za rzekę. W czasie walk poległ ppor. Andrzej Moszczeński. W czasie powrotu z akcji pułk zatrzymał się na odpoczynek w Czyrkowiczach, a potem ruszył do Parycz, gdzie pozostał przez kilka dni.
Sowieckie dowództwo zreorganizowało siły i nocą z 21 na 22 kwietnia po raz kolejny uderzyło na Szaciłki, a broniący miejscowości III batalion 12 pułku piechoty kpt. Franciszka Altera wycofał się ze swoich pozycji. Następnego dnia polski kontratak wykonany I batalionem 56 pp i III/12 pp wyparł Sowietów z Szaciłek. W walce tej zginął dowódca kompanii 56 pp ppor. Adam Majewski. Kilkakrotnie wznawiane kontrataki przeciwnika zostały odparte.

## Bilans walk
Polacy zdobyli Szaciłki. Ich obrona stała się doskonałą szkołą walki z nieprzyjacielem silnym i mającym inicjatywę. Straty polskie były znaczne. Tylko 55 pułk piechoty stracił 36 poległych, 131 rannych i 4 zaginionych żołnierzy.